# Adolf Fick
Adolf Eugen Fick (Kassel, 3 september 1829 – Blankenberge (België), 21 augustus 1901) was een Duits fysioloog, het bekendst door de naar hem vernoemde diffusiewetten.

## Biografie
Fick behaalde zijn doctoraat in de medicijnen in 1851 in Marburg. In 1855 introduceerde hij de Wet van Fick, betreffende de diffusie van een gas door een vloeistofmembraan. In 1870 was hij de eerste die een techniek bedacht voor het meten van de hartcapaciteit, het zogenaamde Principe van Fick.

## Trivia
Zijn neef Adolf Gaston Eugen Fick (1852-1937) ontwikkelde in 1887 een lens die moet worden gezien als de eerste succesvolle toepassing van een contactlens. Hij testte deze lens, gemaakt van bruin glas, voor het eerst op konijnen, daarna op zichzelf en nog later op een kleine groep vrijwilligers. Zijn vinding werd in de volgende jaren verder uitontwikkeld door diverse andere uitvinders.
- Gemeinsame Normdatei: 118800000
- Historisch woordenboek van Zwitserland: 014356
- International Standard Name Identifier: 0000 0000 8342 6357
- Library of Congress Control Number: nr2001015101
- Mathematics Genealogy Project: 127308
- Nationale Bibliotheek van Tsjechië: nlk20000085507
- Nationale Bibliotheek van Israël: 987007260992105171
- Nationale Bibliotheek van Polen: a0000001879290
- Nederlandse Thesaurus van Auteursnamen: 069445028
- Istituto Centrale per il Catalogo Unico: TSAV177034
- Système universitaire de documentation: 08314305X
- Virtual International Authority File: 30333186
- WorldCat: E39PBJd89FmRHfqG4Y9ygH86Kd

1. ↑  Mathematics Genealogy Project; geraadpleegd op: 14 september 2018; MGP-identificatiecode: 127308.